# Herdecke
Herdecke är en stad i det tyska förbundslandet Nordrhein-Westfalen, och är belägen mellan Dortmund och Hagen i Ruhrområdet. Staden har cirka 23 000 invånare, på en yta av 22 kvadratkilometer.

## Personer från orten
- Svenska kyrkans tidigare ärkebiskop Antje Jackelén är född i Herdecke.
- Fotbollsspelaren Lukas Klostermann är född i Herdecke.
- Friidrottaren Sina Schielke är född i Herdecke.
- Skådespelaren Johannes Zirner är född i Herdecke.